# InuYasha: Guren no Hōraijima
InuYasha: Đại chiến trên hòn đảo bí ẩn (映画犬夜叉　紅蓮の蓬莱島) là một bộ phim anime sản xuất vào năm 2004, với đạo diễn phim là Shinohara Toshiya và Sumisawa Katsuyuki viết kịch bản. Đây là bộ movie thứ tư trong số 4 bộ movie của Inu Yasha.

## Cốt truyện
Một nhóm trẻ trên hòn đảo Horai (mà về sau được biết là các bán yêu) đang đứng nhìn một cơ thể người trông như Kikyo đang phát triển trong một cái bọc lớn, và sau khi phát triển đầy đủ cô ta thức dậy, thoát ra khỏi cái bọc và đứng trước chiếc vạc Resonance. Sau đó, hình ảnh bốn vết cào do Tứ Đấu thần (Long La, Thú La, Hung La, và Cương La) gây ra xuất hiện trên lưng nhóm trẻ, trừ đứa trẻ bé nhất, Ai. Sau đó Ai, theo yêu cầu của Asagi (đứa trẻ lớn nhất), mau chóng rời khỏi hòn đảo trước khi Tứ Đấu thần tạo ra những vết cào trên lưng cô bé, vì một khi các vết cào được tạo ra thì không ai rời khỏi hòn đảo được nữa. Không may là Tứ Đấu thần phát hiện ra sự việc và suýt nữa là bắt được Ai nếu Inuyasha và bạn bè không kịp thời xuất hiện và đánh bại Cương La, một trong Tứ Đấu thần. Vì vậy, Ai đã khẩn khoản cầu xin nhóm Inuyasha đến giải cứu cho những đứa trẻ còn lại trên hòn đảo.
Đêm đó, khi Ai đã ngủ say, Inuyasha kể cho cả nhóm câu chuyện về Horai, hòn đảo mà cứ cách 50 năm mới xuất hiện một lần ở ngoài khơi xa một vùng biển. Lần xuất hiện gần nhất của nó là vào 50 năm trước, cũng là lúc Kikyo và Inuyasha tới hòn đảo để điều tra về những đứa trẻ bán yêu trên đó. Tuy nhiên, hai người ngay lập tức chạm mặt Tứ Đấu thần. Long La tạo ra 4 vết cào trên lưng Inuyasha và nói rằng anh không thể nào thoát khỏi tay y khi đã nhận 4 vết cào đó. Còn Cương La dùng lưỡi quấn chặt lấy Kikyo và hút một ít máu của cô, lượng máu này về sau được dùng để tạo ra một Kikyo giả mạo như đã đề cập ở trên.
Quay về câu chuyện của Ai, sau khi bàn bạc cả nhóm quyết định sáng ngày hôm sau sẽ lên đường đến đảo Horai tìm hiểu sự việc.
Ở một ngôi làng ven biển nọ, dân làng bỗng thấy từ ngoài khơi xa hiện lên một hòn đảo kỳ lạ. Điều này khiến họ rất lo sợ và lũ lượt kéo nhau vào một ngôi đền để cầu khấn thần linh. Trong khi đó, tại một ngôi nhà nhỏ trong làng, Kikyo đang ngồi nghe về câu chuyện của hòn đảo kỳ bí Horai, cũng chính là hòn đảo mà dân làng vừa nhìn thấy. Sau khi nghe xong, Kikyo quyết định tới hòn đảo để tiêu diệt những yêu quái trên đó. Vừa lúc đó Hung La xuất hiện, sử dụng bầy chim lửa của mình đốt phá và giết hại dân làng. Nhưng Sesshomaru kịp thời xuất hiện và nhanh chóng đánh bại Hung La bằng chiêu Thương Long phá, có điều là y đã chạy thoát và hẹn sẽ tái đấu với Sesshomaru trên hòn đảo. Sau trận đấu, Sesshomaru hồi tưởng lại lần đầu tiên anh gặp và giao đấu với Hung La cách đó 50 năm, lúc đó anh cũng thắng dễ dàng, nhưng Hung La chạy thoát và để lại trên lưng anh 4 vết cào giống như Inuyasha.
Khi Inuyasha tới gần hòn đảo, Thú La tập kích cả nhóm bằng khẩu thần công bắn sấm sét của y, phá hủy chiếc thuyền của cả nhóm. Pháp sư Miroku và Sango kịp thời leo lên lưng Kirara và bay đi, nhưng họ bị Thú La truy đuổi, trong khi đó Inuyasha, Higurashi Kagome và Ai thoát được lên bờ biển và gặp Long La. Inuyasha chạm kiếm với Long La, nhưng Phong chi thương của anh bị Earth Dragon Gale chặn đứng, hơn nữa Inuyasha còn trúng đòn Lôi Long của y và gần như bị đánh bại nếu như Kagome không dùng mũi tên thanh tẩy để giải nguy. Bị thương, Long La buộc phải rút lui, nhưng không quên sỉ nhục thất bại của Inuyasha.
Ai dẫn cả nhóm đến ngôi làng của mình và họ bắt gặp Asagi đang ca "Bài ca li biệt" (Tamaokuri no Uta) cùng với bốn đứa trẻ khác. Khi Inuyasha bày tỏ ý định tiêu diệt Tứ Đấu thần và giải cứu tất cả nhóm trẻ, Asagi cố ngăn anh vì cô cho rằng cả nhóm sẽ thất bại và sẽ bị Tứ Đấu thần giết chết. Không lâu sau đó, mọi người biết rằng Asagi sẽ là đứa trẻ tiếp theo bị hiến tế cho Tứ Đấu thần tại chiếc vạc Resonance, và Asagi cho rằng sự hy sinh của cô sẽ khiến cả nhóm tồn tại thêm một thời gian nữa. Nhóm Inuyasha quyết định cùng Asagi đến nơi hiến tế, và sau đó anh cố dùng Thiết Toái nha để tiêu diệt chiếc vạc nhưng thất bại. Bất thình lình chiếc vạc kéo Inuyasha và cả Asagi vào trong rồi đóng chặt cửa lại.
Bên trong chiếc vạc, Inuyasha cảm thấy sức mạnh bán yêu của mình bị ai đó rút dần, và điều đó khiến anh không thể thi triển các tuyệt chiêu của Thiết Toái nha. Thế rồi linh hồn của Kanade, nữ pháp sư bảo vệ cho dân làng xuất hiện. Bà kể cho Inuyasha về câu chuyện của hòn đảo Horai, về việc trước đây nó từng là nơi sinh sống hòa bình giữa con người, yêu quái và bán yêu, về cuộc tấn công xâm lược và tàn phá của Tứ Đấu thần. Chính Kanade đã chiến đấu chống lại các Đấu thần, tuy bà không giết được họ nhưng bà đã phong ấn sức mạnh của các Đấu thần trong một chiếc hộp, điều này khiến các Đấu thần phải hiến tế những bán yêu trong làng để duy trì sức mạnh và sự sinh tồn của họ. Trong khi đó ở bên ngoài, các bạn bè của Inuyasha đã tìm được cách mở cánh cổng của chiếc vạc Resonance nhờ vào sức lực của một người (ở đây là Kagome) và một yêu quái (ở đây là Shippo); cụ thể là mỗi người phải kéo một nắm đấm ở hai bên cánh cổng, kết quả là họ đã mở được một phần cánh cổng đó. Điều này khiến Kanade bắt đầu tin rằng nhóm Inuyasha có thể giúp đám trẻ thoát khỏi tay các Đấu thần, bà dùng hết sức lực còn lại của mình phục hồi yêu lực cho Asagi và Inuyasha, đồng thời giao cho anh chiếc hộp chứa sức mạnh của các Đấu thần và nhờ anh phá hủy nó để tiêu diệt vĩnh viễn họ. Với yêu lực được hồi phục, Inuyasha thi triển Kim cương thương phá và phá hủy cánh cổng của chiếc vạc, nhưng anh cũng vô tình phá luôn cung tên của Kagome và khiến mọi người một phen hoảng sợ trước vụ nổ của cánh cổng. Điều này khiến A Li mắng anh một trận tơi bời.
Sau đó, cả nhóm tập trung vào việc phá hủy chiếc hộp nhưng không thành công. Vừa ngay lúc đó Kikyo giả mạo xuất hiện và đánh cắp chiếc hộp. Inuyasha đuổi theo, có điều không kịp: Kikyo giả đã mở chiếc hộp và toàn bộ sức mạnh của các Đấu thần đã được khôi phục. Sau đo cô ta quay sang tấn công Inuyasha, trong khi đó Kagome và những người còn lại tìm cách thoát đến một nơi trú ẩn an toàn và bàn kế tiêu diệt các Đấu thần.
Quay trở lại với câu chuyện của Sesshomaru, anh cũng đã tới được hòn đảo và gặp Hung La tại chiếc vạc Resonance và tất nhiên, hai kẻ cựu thù xông vào đánh nhau. Hung La nhận xét rằng Sesshomaru và y rất giống nhau, vì cả hai đều ưa thích việc đánh nhau và chém giết, và y hỏi Sesshomaru rằng liệu cả hai có điểm gì khác nhau hay không. Sesshomaru không thèm trả lời, anh triển khai Thương Long phá và trong chốc lát tiêu diệt Hung La. Sesshomaru bỏ đi, nhận xét: "Ta chỉ thấy trong một trận đấu, kẻ mạnh chiến thắng và tiêu diệt những kẻ hạ đẳng như ngươi".
Trong khi đó, Sango, Miroku và Kirara đang phải đối phó với cuộc tấn công của Cương La và Thú La. Mặc dù đã phá hủy được khẩu thần công sấm sét của Thú La, nhưng ngay sau đó y biến đổi thành dạng hình có sức mạnh khủng khiếp hơn và gây rất nhiều khó khăn cho Miroku, Kirara và Sango. Cuối cùng, cả ba nghĩ ra một kế: đầu tiên Miroku dùng Phong huyệt trên tay hút những quả cầu sấm sét của Cương La sao cho Thú La trúng phải những quả cầu ấy, và sau cùng Sango kết liễu y với Phi Lai cốt.
Quay trở lại với Inuyasha, Inuyasha chạm kiếm với kẻ giả dạng Kikyo và suýt nữa bị cô ta dùng mưu giết chết cho đến khi Kikyo thật xuất hiện, tiêu diệt Kikyo giả. Kikyo mỉa mai Inuyasha về việc anh mắc phải cái bẫy này, sau đó cô để lại cung tên của mình và bỏ đi. Sau đó, Inuyasha phát hiện ra A Li, Shippo và nhóm trẻ bị Long La truy sát và anh kịp thời đến cứu nguy. Inuyasha và Long La lại giao đấu với nhau: ban đầu, với sức mạnh vượt trội, Long La chiếm thế thượng phong, nhưng Inuyasha vẫn kháng cự kiên cường và cuối cùng đã đánh bại y. Ngay sau khi Long La bị tiêu diệt, Cương La lập tức phóng pháo oanh tạc hòn đảo nhằm hủy diệt mọi sự sống trên đó. Inuyasha, Sango và Miroku nhanh chóng tới chặn y lại. Miroku dùng tích trượng của mình đâm xuyên qua đầu y, làm suy giảm đáng kể sức mạnh của Cương La, sau đó Sango và Inuyasha kết hợp Phi Lai cốt với Phong chi thương tiêu diệt Cương La.
Tuy nhiên, mọi chuyện vẫn chưa kết thúc. Tất cả sức mạnh của bốn Đấu thần tập hợp lại thành một Đấu thần có sức mạnh vô cùng khủng khiếp, và tất nhiên là Đấu thần này dễ dàng đánh bại Inuyasha. Kagome biết rằng chỉ có cách kết hợp sức mạnh của mũi tên  thanh tẩy với Thiết Toái nha thì mới có thể đánh bại y, nhưng cung và tên của cô đã bị phá hủy từ trước. May mắn là những con đom đóm trên hòn đảo (hiện thân của linh hồn của những cư dân đã bị Tứ Đấu thần giết hại) dẫn cô đến nơi mà Kikyo đã bỏ cung tên của mình lại, và sau đó tất cả những con đom đóm trên hòn đảo đã đem hết sức mạnh của mình ra trợ lực cho Inuyasha và Kagome. Với nguồn sức mạnh mới có từ sự giúp đỡ của những chú đom đóm, Inuyasha dùng Thiết Toái nha thi triển chiêu Kim cương Bộc lưu phá, và tuyệt chiêu này cùng với mũi tên thanh tẩy của A Li cuối cùng đã tiêu diệt hoàn toàn các Đấu thần. Sau đó, trước nguy cơ hòn đảo Horai sẽ sụp đổ, mọi người nhanh chóng đào thoát khỏi hòn đảo. Horai chìm dần xuống mặt biển, vĩnh viễn chôn vùi câu chuyện về nó.
Trong phần credit, bộ phim giới thiệu về cuộc sống của đám trẻ trong thời gian tạm trú tại ngôi làng của Phụng lão lão. Sau một thời gian, cả nhóm trẻ tạm biệt mọi người, lên đường tìm kiếm lấy một nơi ở mới cho chính mình.

## Tham gia làm phim

### Lồng tiếng
| Nhân vật         | Diễn viên lồng tiếng Nhật | Diễn viên lồng tiếng Anh |
| ---------------- | ------------------------- | ------------------------ |
| Inuyasha         | Yamaguchi Kappei          | Richard Ian Cox          |
| Higurashi Kagome | Yukino Satsuki            | Moneca Stori             |
| Miroku pháp sư   | Tsujitani Kōji            | Kirby Morrow             |
| Sango            | Kuwashima Houko           | Kelly Sheridan           |
| Shippo           | Watanabe Kumiko           | Jillian Michaels         |
| Sesshomaru       | Narita Ken                | David Kaye               |
| Jaken            | Nagashima Yūichi          | Don Brown                |
| Kikyo            | Hidaka Noriko             | Willow Johnson           |
| Rin              | Noto Mamiko               | Brenna O'Brien           |
| Long La          | Canna Nobutoshi           | Kristain Ayre            |
| Thú La           | Kusao Takeshi             | Jason Simpson            |
| Cương La         | Saizen Tadahisa           | Ward Perry               |
| Hung La          | Tobita Nobuo              | Ted Cole                 |
| Kujaku           | Saiga Mitsuki             | Anna Cummer              |
| Asagi            | Orikasa Fumiko            | Rebecca Shoichet         |
| Pháp sư Kanade   | Van Tomiko                | Rebecca Shoichet         |
| Dai              | Kobayashi Yū              | Gabe Khouth              |
| Roku             | Kiuchi Reiko              | Gabe Khouth              |
| Shion            | Shimizu Kaori             | Anna Drummond            |
| Moegi            | Masuda Yuki               | Justine Wong             |
| Ai               | Motoi Emi                 | Nicole Bouma             |

### Nhạc phim
Wada Kaoru
Bài hát chính
"Rakuen"
Lời: Owatari Ryo
Nhạc: D.A.I
Sửa chữa: Do as Infinity/Kameda Seiji
Thể hiện bởi: Do as Infinity
Bài nhạc trong phim
"Tamaokuri no Uta"
Lời: Shinohara Mari
Nhạc: Wada Kaoru
Sửa chữa: Wada Kaoru